# Dmitri Kalabukhov
Dmitri Ivanovich Kalabukhov (tiếng Nga: Дмитрий Иванович Калабухов; sinh ngày 28 tháng 2 năm 1996) là một cầu thủ bóng đá người Nga thi đấu cho F.K. Spartak Kostroma.

## Sự nghiệp câu lạc bộ
Anh ra mắt chuyên nghiệp tại Giải bóng đá chuyên nghiệp quốc gia Nga cho F.K. Spartak Kostroma vào ngày 8 tháng 8 năm 2014 trong trận đấu với F.K. Zenit-2 St. Petersburg.